# راینوشکووتسی
راینوشکووتسی (به بلغاری: Raynushkovtsi) یک منطقهٔ مسکونی در بلغارستان است که در تریاونا واقع شده‌است.